# Arborotites stuckenbergi
Arborotites stuckenbergi är en tvåvingeart som beskrevs av Barraclough 2000. Arborotites stuckenbergi ingår i släktet Arborotites och familjen fläckflugor. Inga underarter finns listade.